# Griekenland op het Eurovisiesongfestival 1985
Griekenland nam deel aan het Eurovisiesongfestival 1985 in Göteborg, Zweden. Het was de 9de deelname van het land op het Eurovisiesongfestival. ERT was verantwoordelijk voor de Griekse bijdrage voor de editie van 1985.

## Selectieprocedure
Over de selectieprocedure voor de Griekse kandidaat voor het festival van 1985 is weinig bekend. Als kandidaat werd in ieder geval Takis Biniaris aangeduid met het lied Miazoume.

## In Göteborg
Griekenland moest in Göteborg als 19de en laatste optreden, net na Luxemburg. Op het einde van de puntentelling hadden de Grieken 15 punten verzameld, wat ze op een gedeelde 16de plaats bracht. België en Nederland hadden geen punten over voor deze inzending.

### Gekregen punten

#### Finale
| 12 punten | 10 punten | 8 punten | 7 punten | 6 punten |
| --------- | --------- | -------- | -------- | -------- |
|           |           | - Cyprus | - Spanje |          |
| 5 punten  | 4 punten  | 3 punten | 2 punten | 1 punt   |
|           |           |          |          |          |

### Punten gegeven door Griekenland

#### Finale
Punten gegeven in de finale:
| 12 punten | Frankrijk           |
| 10 punten | Finland             |
| 8 punten  | Cyprus              |
| 7 punten  | Portugal            |
| 6 punten  | Spanje              |
| 5 punten  | Oostenrijk          |
| 4 punten  | Verenigd Koninkrijk |
| 3 punten  | Zwitserland         |
| 2 punten  | Israël              |
| 1 punt    | Noorwegen           |

1974 · 1975 · 1976 · 1977 · 1978 · 1979 · 1980 · 1981 · 1982 · 1983 · 1984 · 1985 · 1986 · 1987 · 1988 · 1989 · 1990 · 1991 · 1992 · 1993 · 1994 · 1995 · 1996 · 1997 · 1998 · 1999-2000 · 2001 · 2002 · 2003 · 2004 · 2005 · 2006 · 2007 · 2008 · 2009 · 2010 · 2011 · 2012 · 2013 · 2014 · 2015 · 2016 · 2017 · 2018 · 2019 · 2020 · 2021 · 2022 · 2023 · 2024 · 2025